# St. Peter und Paul (Berghofen)

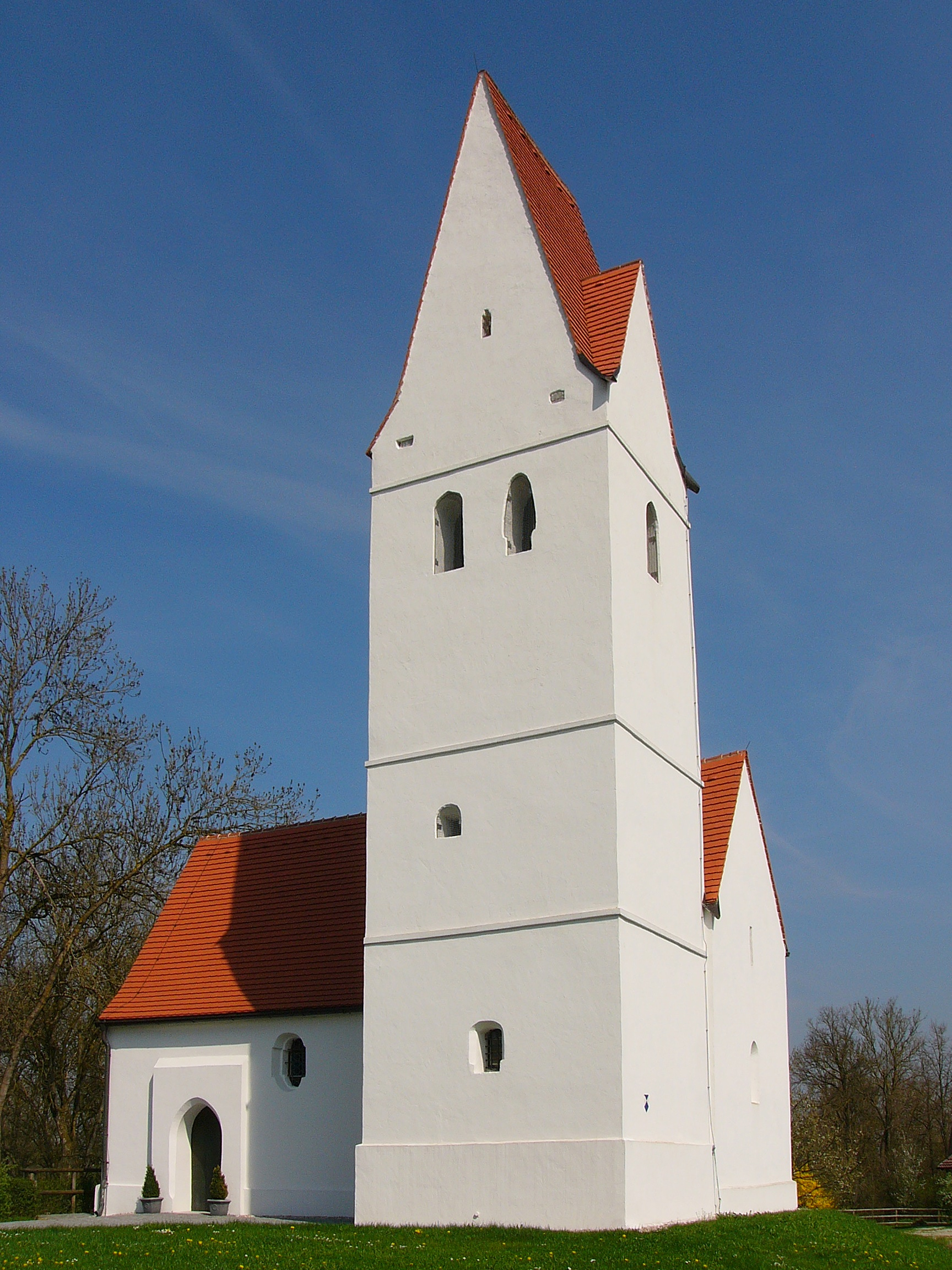
St. Peter und Paul in Berghofen

Die römisch-katholische Filialkirche St. Peter und Paul steht in Berghofen, einem Gemeindeteil von Eching im niederbayerischen Landkreis Landshut. Sie ist in der Liste der Baudenkmäler in Eching unter der Nummer D-2-74-124-4 eingetragen. Die Kirche gehört zum Dekanat Landshut im Erzbistum München und Freising.

## Beschreibung
Die gotische Saalkirche wurde im 14. Jahrhundert erbaut. Sie besteht aus dem Langhaus zu zwei Jochen, dem gerade geschlossenen Chor im Osten und dem Chorflankenturm mit Kreuzdach an der Südwand des Chors. Der Chor ist mit einem Kreuzgewölbe überspannt. Die Orgel mit zwei Manualen und Pedal wurde 1917 als Opus 1873 von Eberhard Friedrich Walcker gebaut. 